# Calyptomerus dubius
Calyptomerus dubius är en skalbaggsart som först beskrevs av Thomas Marsham 1802.  Calyptomerus dubius ingår i släktet Calyptomerus, och familjen dvärgkulbaggar. Arten är reproducerande i Sverige.

## Bildgalleri

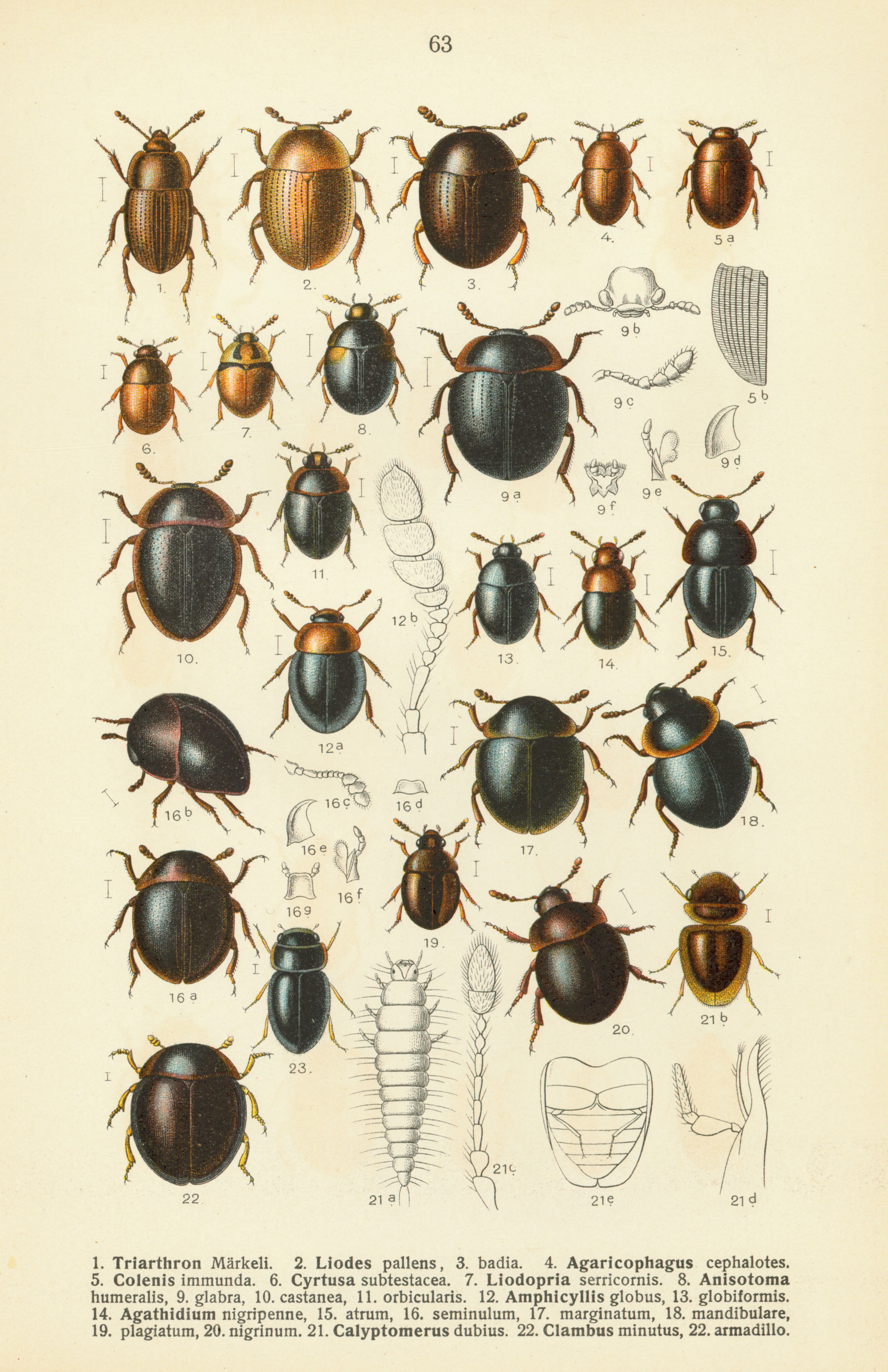